# KIKU
KIKU es una estación de televisión independiente con sede en Honolulu, Hawái. En la actualidad, KIKU transmite en el canal digital 19, canal 9 / digital 89 de Time-Warner Cable (O‘ahu), canal 10 / digital 89 de Time-Warner Cable (Maui), canal digital 89 de Time-Warner Cable (Kaua‘i, Hawai‘i) y canal 12 de Hawaiian Cable. La mayoría del contenido emitido es programación multicultural enfocada a la gran comunidad asiática en las islas de Hawái. Entre 2004 y 2006, KIKU fue también una afiliada secundaria de la fenecida cadena UPN, emitiendo la mayoría de su programación durante las horas de la tarde. Con su transmisión en cable, KIKU puede ser vista en todas las grandes islas del archipiélago.
KIKU significa "crisantemo" en japonés, la cual es la flor nacional de dicho país asiático.

## Programación asiática
Los programas que se emiten vienen en distintos idiomas, entre ellos en Japonés, Mandarín, Tagalog, Vietnamita, e Inglés. La programación en japonés es el género más popular, con contenidos bajo licencia de algunas de las mayores cadenas de TV de Japón, incluyendo TV Asahi, Tokyo Broadcasting System, NHK y Nippon Television.
Para que el contenido en japonés llegue a mayor gente dentro de Hawái, KIKU posee convenios con varias empresas proveedoras de subtítulos en inglés.
KIKU también presentó una selección de series de anime en inglés del canal FUNimation Channel entre septiembre de 2006 y septiembre de 2007.

## Historia
No debe ser confundida la actual estación con la primera estación denominada KIKU, que transmitía en el canal 13. Ésta comenzó como KTRG-TV en 1962 (entonces en manos de Watumull Broadcasting Company). Su primera transmisión fue el 4 de julio de 1962. La estación fue vendida en 1966, cambiando su sigla a KIKU.
El KIKU original fue bastante popular entre el público infantil de Hawái en los años 70, tras emitir programas japoneses denominados tokusatsu, incluyendo Kamen Rider V3, Kikaider, Rainbowman, Ganbare!! Robocon, y Himitsu Sentai Goranger.
Mid-Pacific Television Associates compró KIKU el 9 de abril de 1979. La programación en japonés fue reorganizada y trasladada a la tarde-noche; KIKU se cambió a un formato más infantil, obteniendo éxitos con los programas The Children's Hour and Professor Fun.
Separadamente, el 12 de febrero de 1980, KHAI-TV fue oficialmente registrada en la FCC en el canal 20.
En 1984, KIKU fue renombrada como KHNL-TV. En 1986, KHNL-TV fue vendida a King Broadcasting Company, con sede en Seattle, Washington, una gran compañía televisiva privada. Junto con la compra, KHNL-TV se convirtió en la afiliada local a Fox. Sin embargo, KHNL-TV aún mantiene sus raíces asiáticas, y continúa emitiendo contenido desde esos países (principalmente peleas de sumo).
KHAI-TV adquirió la sigla KIKU el 4 de septiembre de 1993.
En octubre de 2003, el Gerente General, Gregg Mueller, dejó KIKU luego de una administración de tres años.
Luego de muchos años juntos, KIKU y la presidenta de JN Productions, Joanne Ninomiya, terminaron su acuerdo a inicios de 2004. Actualmente, KIKU produce sus propios subtítulos en inglés.
El 1 de noviembre de 2004, KIKU se convirtió en una secundaria afiliada de la cadena UPN. UPN anteriormente se emitía en Honolulu a través de KFVE entre 1995 y 2002, y después en KHON y KGMB entre 2002 y 2004 (también como afiliaciones secundarias).
La estación volvió a no tener ninguna afiliación en septiembre de 2006, cuando UPN se fusionó con The WB para formar The CW Television Network.
El 18 de septiembre de 2006, KIKU se convirtió en una de las pocas afiliadas terrestres de FUNimation Channel. Entre septiembre de 2006 y septiembre de 2007, KIKU emitía 2 horas de programas de anime de lunes a viernes de 6 a 7 p. m. y 10 a 11 p. m. (hora local).
En 2008, KIKU agregó más programación en inglés con infomerciales y programas sindicados como Judge Alex and Divorce Court cada tarde a las 4 p. m., Law & Order: Criminal Intent cada tarde a las 5 p. m., repeticiones de episodios antiguos de The Simpsons a las 6 p. m. los días de semana, y una hora de repeticiones de King of the Hill a las 10 p. m.. Otros programas en inglés emitidos por KIKU incluyen American Chopper, Critter Gitters y películas (la mayoría películas recientes) los fines de semana.

## Televisión digital
El 15 de enero de 2009, KIKU dejó el canal 20 y se trasladó al canal 19 cuando se completó la transición de análogo a digital en Hawái.